# Saint-Héand
Saint-Héand è un comune francese di 3 704 abitanti situato nel dipartimento della Loira della regione dell'Alvernia-Rodano-Alpi.

## Società

### Evoluzione demografica
Abitanti censiti